# Istituto autonomo per le case popolari della provincia di Napoli
L'istituto autonomo per le case popolari della provincia di Napoli è un ente fondato nel 1908 durante il governo Giolitti III con lo scopo soddisfare il fabbisogno abitativo di Napoli e del suo hinterland, attraverso lo sviluppo dell'edilizia popolare. 
La sede istituzionale e storica dell'Ente si trova nel quartiere Chiaia a Napoli, in Via Domenico Morelli.

## Storia
Al momento della sua istituzione, acquisì tredicimila metri quadrati di terreni dalla Banca d'Italia nelle zone di Poggioreale, Fuorigrotta e Arenaccia. Nel 1910 iniziano le costruzioni di edilizia popolare a Poggioreale, per un totale di 173 vani. Successivamente si prosegue con la costruzione di edifici a Fuorigrotta (Rione Duca d'Aosta e Rione Miraglia, quest'ultimo intitolato al primo presidente dell'istituto, conte Nicola Miraglia). Nonostante la periodica mancanza di liquidità e i gravi danni arrecati dalla seconda guerra mondiale, alla fine degli anni cinquanta l'istituto ha edificato un totale di 957 fabbricati, a Napoli e provincia, per il fabbisogno di 21 596 famiglie. Il periodo di massima attività corrisponde a quello della selvaggia speculazione edilizia condotta sotto l'amministrazione del sindaco Achille Lauro (ed efficacemente descritta nel film Le mani sulla città). In questo periodo sorgono veri e propri rioni, come Traiano, tra i quartieri Soccavo e Fuorigrotta, dall'evidente carattere speculativo.
Tra il 1947 e il 1958 lo I.A.C.P. raggiunge la fase di massima attività. L'edificazione si spinge anche nei quartieri Vomero (via Rossini), Barra (zona Baronessa), San Carlo all'Arena (calata Capodichino).
Nel corso degli anni settanta l'attività dell'istituto è modificata, in quanto le leggi statali assegnano agli I.A.C.P. italiani la possibilità di edificare non più solo fabbricati popolari ma anche di attuare interventi di edilizia residenziale pubblica. Ciò conduce a un nuovo assetto dell'istituto che avvia la realizzazione di nuovi interventi in convenzione con il Comune. Ad oggi l'opera dello I.A.C.P. continua con l'edificazione di nuove abitazioni pubbliche a Ponticelli, Soccavo, Scampia e con la riqualificazione di numerosi fabbricati vetusti e non più adeguati alle esigenze attuali.